# Antaresia maculosa
Antaresia maculosa – gatunek węża z rodziny pytonów (Pythonidae). Występuje we wschodniej i północno-wschodniej Australii (stany Nowa Południowa Walia i Queensland). Populacje z Wysp w Cieśninie Torresa i Nowej Gwinei zaliczane dawniej do Antaresia maculosa, w rzeczywistości stanowią odrębny, opisany w 2021 roku gatunek Antaresia papuensis.
Osiąga rozmiary do 140 cm, przeciętnie 100–120 cm. Jest to gatunek nadrzewny, prowadzący nocny tryb życia. Żywi się głównie małymi kręgowcami: ssakami (w tym nietoperzami), ptakami i gadami (zwłaszcza jaszczurkami). W niewoli zjada szczury i myszy. Jest jajorodny, samica składa 4–18 jaj. Występuje kilka mutacji, w tym granite i albino.